# Burning for Love
Singles de Bon Jovi
She Don't Know Me
(1984) Only Lonely
(1985)
Burning for Love est un single du groupe de rock américain Bon Jovi. Il est tiré de leur premier album homonyme et n'est sorti au Japon que comme troisième et dernier single.

## Liste des titres
Réédition Japonaise (1993) 
1. Breakout
2. Runaway
3. Burning for Love